# 和田正人・五十嵐隼士のオールナイトニッポン0(ZERO)
『和田正人・五十嵐隼士のオールナイトニッポン0(ZERO)』（わだまさと・いがらししゅんじのオールナイトニッポンゼロ）は、ニッポン放送の「オールナイトニッポン0(ZERO)」の枠で、和田正人と五十嵐隼士がパーソナリティを担当しているラジオ番組。

## 概要
- 若手俳優集団「D-BOYS」に所属する和田正人と五十嵐隼士がパーソナリティを担当。3月21日に実施された記者会見で、月曜日パーソナリティとなることが発表された。
- この番組は「深夜3時に迷惑なぐらいのハイテンションの和田正人と!それと反比例してクールな五十嵐隼士でお届けする」としたうえで、「息が合ってるのか? 合っていないのか? 2人の絶妙なコンビネーションをお楽しみください」という風にコンセプトとして公式サイトには記述されている。しかし、直前に出演した『ゴールデンボンバー鬼龍院翔のオールナイトニッポン』の公式サイトでは、その「深夜3時に迷惑なぐらいのハイテンション」という記述を取り違え、「和田・五十嵐はともに“深夜3時に迷惑なぐらいのハイテンション”」というニュアンスで書かれていた。
- メールテーマは基本的に「○○ナイトニッポンゼロ」というタイトルを付けられていて、○○の部分に内容に相当するものが入る（例外として「ザ・ベストハウスナイトニッポンゼロ1・2・3」の様に、ゼロの後ろに言葉が付くものもある）。
- この2人はベイエフエムで放送されていた『D-RADIO BOYS featuring D-BOYS』で、2007年10月から2011年9月までの4年間DJを務めていた。
- 2012年12月10日放送回からニッポン放送のネットサービス「Radital」に対応し、放送の一部分を1週間遅れでRaditalの公式サイトにて聴けるようになった。
- 2013年3月4日放送回にて、同年3月25日に番組が終了することが発表された[1]。
- その後、2013年6月8日放送の『D☆DATEのオールナイトニッポンR』内にて、D☆DATEメンバーの五十嵐と番組に乱入する形で和田が出演。番組終了約2か月で2人がオールナイトニッポンに出揃う形となった。
- 2014年11月3日、『赤い公園のオールナイトニッポン0(ZERO)』が休止の為に代打で『和田正人のオールナイトニッポン(ZERO)』として和田が1年半振りに一夜限りの復活を果たした。尚、スタッフは赤い公園のスタッフもしている作家・田澤とディレクター・蛯名が務めた。

### 鬼龍院翔からのムチャぶり
- 前枠番組『ゴールデンボンバー鬼龍院翔のオールナイトニッポン（以下、鬼龍院のANN）』のエンディングで鬼龍院が2人に対して無茶な振りをし、オープニングで答えるのが恒例となっている。
- ムチャぶりは2012年4月9日の第2回から行われ、鬼龍院のANNが放送されない日を除いて毎回行われている。また、2012年8月20日放送回では富士登山中の鬼龍院に代わって吉田尚記アナウンサーが振りを行った。
- 2012年6月12日には和田が、2012年8月20日には五十嵐がそれぞれスタジオ内にいなかったので1人でムチャぶりに受け答えをした。
- 振りの内容はモノマネからカミングアウト、鬼龍院へのプレゼントまで様々ある。振りについては鬼龍院のANNスタッフが会議をして決めている。
- 2人の受け答えに対し時々鬼龍院がスタジオ内に乱入することもある。ただし、鬼龍院は基本的に素顔でラジオを行っているため、NOTTV配信のある当番組には顔を隠して出演している（化粧を行っている時を除く）。
- 最近では和田・五十嵐だけでなく構成作家の田澤やディレクターの蛯名、また鬼龍院の策略でチーフディレクターの松岡にまでムチャぶりを行っている。
- 尚、NOTTVでは前枠である鬼龍院のANNが放送されていないのでオープニングに今日のムチャぶり内容をテロップで表示している。

## テーマ曲
- オープニング：Hi-STANDARD「STAY GOLD」
- エンディング：ハーブ・アルパート&ザ・ティファナ・ブラス「BITTERSWEET SAMBA」 
普段のオールナイトニッポンではOPテーマであるが、オールナイトニッポン2部時代からの慣習で、EDテーマとなった。

## コーナー
おしえて!アキバ先生!
第1回-第48回
「非公認戦隊アキバレンジャー」に出演することになった和田が、今後の役作りのために、アキバの文化に詳しいリスナーと直接電話して、アキバのカルチャーを教えてもらうコーナー。
「SCHOOL OF NUTS」にとってかわられてほとんどオンエアされていないが、「一応継続中」とのことだった。しかし「SCHOOL OF NUTS」開始後1回しか行われず、番組終了直前の残りのコーナーにも含まれておらず、実質自然消滅となってしまった。
黙読 The Answer
第1回-第48回
この番組に送られてきた、いわゆる「ふつおた」を五十嵐が黙読して、コメントをお返しするコーナーで、いわば、リスナーと五十嵐（たまに和田）との“秘密の時間”である。
中盤以降の放送ではコーナー名の後のお決まり文句とアドレス読みが五十嵐の喘ぎ声に変わっていて、「なんですか!?　キチンで読んでくれます？」と和田が返すのもお約束。
カツオ戦隊！土佐レンジャー！！
第34回-第48回
15文字の夜と同様、SCHOOL OF NUTSの終了に伴いスタート。このコーナーでは、リスナーと電話をつないで「土佐レッド」こと和田正人と、お国自慢しりとりをするコーナー、具体的にはリスナーの出身地の『名所』『名物』『地名』『生産物』『有名人』『ゆかりがある物』などで、いわゆる“お国自慢しりとり”をして遊ぶものである。参加希望のリスナーは、出身地と電話番号を書いてメールで送ってもらう。勝利すると好きな曲を1曲リクエストできる。
ベタベタかるた
第45回-第48回
「ベタなこと」や「ベタベタあるある」をことわざっぽく、あるいは、かるたの読み札っぽくした文言を募集する。2013年3月18日放送回で残りの文字を全て埋め、終了となった。
イクイクかるた
第48回
「イク、シチュエーション」や「イク言葉」をことわざっぽく、あるいは、かるたの読み札っぽくした文言を募集する。「ベタベタかるた」が終了し、急きょ募集された。しかし50音が埋まらず、「かるた」シリーズで唯一の未完に終わってしまった。

## 終了したコーナー
イライラかるた
第2回-第15回
誰もが一度は遊んだことがあるかもしれない「かるた」、そのかるたには「犬も歩けば棒に当たる」とか「二階から目薬」という風に50音から始まる文言で作られているが、このコーナーでは、リスナーに『イライラするシチュエーション』や『イライラする言葉』を使って、いわば“かるたっぽい文言”を考えてもらい、それを送ってもらうコーナー。なお、リスナーから届いた、この「イライラかるた」を、五十嵐が読み上げ、それを和田が独自に解説する。
2012年7月9日の放送をもって、50音が埋まって「イライラかるた」が完成したため、コーナーは終了となった。
ムラムラかるた
第16回-第27回
ムラムラするシチュエーションや、ムラムラする言葉で、50音からはじまる「かるた」を作っていく。初回の放送では男性と女性では"ムラムラの目線"が違うことが分かったため、今後も男性目線・女性目線のムラムラかるたを募集していく。特に、女性目線の"ムラムラ"は和田と五十嵐にとっても、意外な情報となる。
2012年10月8日の放送をもって、50音が埋まって「ムラムラかるた」が完成したため、コーナーは終了となった。
チャラチャラかるた
第28回-第43回
「チャラい」「チャラチャラあるある」をことわざっぽく、あるいは、かるたの読み札っぽくした文言をリスナーから募集する。なおイライラかるた、ムラムラかるたのコーナーと違い、和田が読み上げ、五十嵐が独自の解説をする。
2013年2月11日の放送をもって、50音が埋まって「チャラチャラかるた」が完成したため、コーナーは終了となった。
SCHOOL OF NUTS
第12回-第33回
このコーナーでは和田が校長、五十嵐が教頭という立場になり、その和田校長が抱える悩みを、リスナーが答えをお寄せいただくものである。コーナータイトルや入り方などは和田が校長になり損ねた番組を真似たもの。和田校長の悩みがなくなったため終了。
15文字の夜
第34回-第46回
SCHOOL OF NUTSの終了に伴いスタート。リスナーには「思わず逃げ出したくなるシチュエーション」や「恥ずかしいシチュエーション」をぴったり15文字で表現してもらう。なお、15文字は『ひらがな換算』で送ってもらう。番組終了とメールが少なかったため、コーナーは終了となった。

## ゲスト及びその他の出演者
| 2012年 | 2012年 | 2012年 |
| 日時   | ゲスト | 備考 |
| ------ | --- | --- |
| 4/2    | 焼き鳥屋の大将 （1回目）                                                                                  | 和田が深夜に出前をしてくれるお店を募集したところ、スタッフが調べて焼き鳥を出前してもらう。 この焼き鳥代は和田に請求された。 |
| 4/23   | 荒木宏文 （D☆DATE）                                                                                       | 五十嵐と組み和田とファーストアルバムの楽曲を流すための対決に挑戦。また、イライラかるたにも出演。 |
| 6/11   | 三箇一稔                                                                                                  | 和田が外回り中に六本木ヒルズで偶然出演（実は五十嵐からの刺客）。 出演料として和田からタクシー代千円を貰っていった。 |
| 7/23   | 吉田尚記 （ニッポン放送アナウンサー）                                                                     | 忘れた携帯電話を取りにスタジオへ来たところに出演。 ロシア情報を披露するも長神がすべて知っていたためコサックダンスを踊るはめに。                                                                                                  |
| 7/30   | 武田肇 （ニッポン放送ニュースデスク） 焼き鳥屋の大将 （2回目）                                            | 武田デスクはロンドンオリンピック速報のため出演。 大将は五十嵐の誕生日プレゼントのために和田が注文した出前を届けた。 焼き鳥代は五十嵐が負担。                                                                                     |
| 8/6    | 武田肇（ニッポン放送ニュースデスク）                                                                      | ロンドンオリンピック速報のため出演。 |
| 8/20   | 焼き鳥屋の大将（3回目）                                                                                   | 和田の誕生日プレゼントのためにファンが注文した出前を届けた。 一緒に来た店長と共に相談メールにも答えた。 |
| 9/17   | 山田親太朗 （サーターアンダギー）                                                                         | リスナーからの相談メールに沖縄の方言を交えながら答えた。 |
| 10/1   | 吉田尚記 （ニッポン放送アナウンサー）                                                                     | 「コサックダンスがよかった」というメールから和田が吉田に振り出演。コサックダンスを踊った。 |
| 11/5   | 武井壮 | リスナーから「武井壮の倒し方」を募集。しかし武井はそれら全てに勝利。 |
| 11/26  | 崎本大海                                                                                                  | 五十嵐と共にリスナーからの相談メールの答えをギターで即興演奏した。 |
| 12/10  | うしじまいい肉 （コスプレイヤー）                                                                         | 和田が以前から呼びたいということでブッキング。 うしじま自身しゃべらないためリスナーからの質問メールを鳴り物で答えた。 また、電話でリスナーが指示、五十嵐がカメラマンで撮影会を行った。                                           |
| 12/17  | TAKUYA∞ （UVERworld）                                                                                     | 和田の友人でオファーにより出演。 「鰹戦隊！土佐レンジャー！！」に「鮒寿司戦隊！ビワコマン」としても登場。 |
| 2013年 | | |
| 日時   | ゲスト | 備考 |
| 1/28   | 吉田尚記 （ニッポン放送アナウンサー）                                                                     | 罰ゲームで和田が「吉田アナとコサックダンスを踊る」を引き当て、帰り際の吉田に呼びかけ出演。 コサックダンス後も吉田が「長神にビンタされる」という罰ゲームを引き当て、実行された。EDにも出演。                                      |
| 2/4    | 吉田尚記 （ニッポン放送アナウンサー）                                                                     | 吉田の骨折の話になり登場。「手術中」を10回噛まずに言えるかにチャレンジし、失敗。 豆をぶつけられるはめに。 |
| 2/18   | 三津谷亮 近江陽一郎 （D2）                                                                                | ふつおたを五十嵐と共に様々なシチュエーションで答えた。 「鰹戦隊！土佐レンジャー！！」に「ツガル戦隊！リンゴマン（三津谷）」「サイタマ戦隊！だサイタマン（近江）」としても登場。「黙読 The Answer」にも登場し、ふつおたを読んだ。 |
| 3/11   | 牧田哲也（D-BOYS） 舞羽美海                                                                               | 舞台「チョンガンネ」の共演者。 「鰹戦隊！土佐レンジャー！！」に「チョンガンネ戦隊！スジンジャー！（舞羽）」「チョンガンネ戦隊！ミンソクマン！（牧田）」としても登場。                                                            |
| 3/25   | 焼き鳥屋の大将（4回目） 吉田尚記 （ニッポン放送アナウンサー） うしじまいい肉 TAKUYA∞、真太郎（UVERworld） | 大将はOPで焼き鳥屋から中継ということで出演。 吉田はOPの外出中の留守を任された。また、2人からの呼びかけによりコサックダンスと長神からのビンタを受けた。 うしじまいい肉とTAKUYA∞、真太郎はコメント出演。                           |

## スタッフ

### 現在のスタッフ
- ディレクター：蛯名拓也（通称：エビちゃん）
「ミュ〜コミ+プラス」水曜担当ディレクター、「やまだひさしのラジアンリミテッドF」ADを担当。番組開始当初は和田から「カニちゃん」と呼ばれていた。「オールナイトニッポン45周年特別企画 曜日対抗!魂の"東京マラソン"0(ZERO)!!」に和田と共に参加するも25km地点でリタイアする結果となってしまった。
- アシスタントディレクター：長神（通称：ながみー）
「Hi-Hiのオールナイトニッポン0(ZERO)」のディレクター（2012年7月19日 - ）を担当。ロシア（主にプルシェンコ）が好き。
- ミキサー：寺本
「ミュ〜コミ+プラス」月曜日を担当。好きなパンティーは黒のレース付き。好きなタイプは北川景子。
- 作家：田澤清彦
「EXILE NESMITHのオールナイトニッポン」、「やまだひさしのラジアンリミテッドF」を担当。和田・五十嵐以外に放送内で聴こえる声は基本的に彼のものである。体格が大きいため3Lサイズ以上でなければ服が着られない。そのため和田が自作した偽タミヤTシャツ（「TAMIYA PLASTIC MODEL」を「TAZAWA WRITER MODEL」に変えたもの）を着ている。
- サブ作家：平川
H☆DATEとして、D☆DATEの歌を番組中に歌うことがある。今までに歌った曲は「JOKER」「Love Heaven」「応援歌」。内、「JOKER」は4時台のジングルに使われることがある。和田よりも年上である。
- NOTTVスタッフ：パベル
チェコ人。他の曜日も担当。彼の歌うサザンオールスターズの「真夏の果実」が4時台のジングルに使われることがある。

### ピンチヒッター
- ディレクター：松岡敦司（2012年10月29日）
「ゴールデンボンバー鬼龍院翔のオールナイトニッポン」を担当。「オールナイトニッポン0(ZERO)」チーフディレクター。オープニングのムチャぶりに蛯名が参加するため、急きょディレクター席に座った。
- ミキサー：清水（2013年2月4日）
寺本がブース内に入るために現れたピンチヒッター。寺本の上司。

### 過去のスタッフ
- サブ作家：羽柴
ワタナベプラス（GYAO!）の「さるひげさんのさるひげさん」を担当。H☆DATEとして「あと1cmのミライ」を歌った。2012年7月2日放送回で1か月前に辞めていたことが発表された。2013年3月4日放送回で番組が終了することを伝えるために急きょ出演。2013年3月25日放送回でもコメント出演。

## 代理番組
2012年
- 8月27日 - ハライチのオールナイトニッポン0(ZERO)
- 12月10日 - 衆議院選挙 政見放送のため、ニッポン放送のみ28:00飛び降り
- 12月24日 - IMALUのオールナイトニッポン0(ZERO)[3]
- 12月31日 - 吉田尚記のオールナイトニッポンスペシャル（1時からの放送）

## 評価
- 2012年8月の首都圏ラジオ聴取率調査において、12歳から19歳の女子で、同時間帯での聴取率首位を獲得した。
- 2012年12月の首都圏ラジオ聴取率調査において、同時間帯での民放聴取率首位を獲得した。また、そのご褒美としてニッポン放送から金一封（2万円）を贈呈された。